# Johann Laymann
Johann Laymann, auch Johannes Laymann, (* 1474 in Bobingen; † 11. Juni 1550 in Augsburg) war ein deutscher Geistlicher.
Laymann war der Sohn von Christian Laymann und Barbara Bobinger aus Wehringen. Er verwaiste in jungen Jahren. 1503 war er am Gerichtshof der Rota in Rom als Dolmetscher tätig.
Laymann wurde 1503 zum Priester für das Bistum Augsburg geweiht. Als Lizentiat kehrte er nach 1505 nach Augsburg zurück. 1507 wurde er Domvikar in Augsburg. 1507 oder 1508 wurde er Notar am geistlichen Gerichtes des Bistums. 1512 weilte er im Auftrag des Domkapitels wieder in Rom. Christoph von Stadion ernannte ihn am 1. Januar 1521 zum Weihbischof in Augsburg. Papst Leo X. ernannte ihm am 20. Februar 1521 zum Titularbischof von Augustopolis in Phrygia. Paride de Grassis, Bischof von Pesaro, weihte ihn am 3. März 1521 in Rom zum Bischof. Im März 1546 trat er von seinem Amt zurück.